# CEV Champions League (vrouwen) 2017-18
De CEV Champions League (vrouwen) 2017-18 is de 58ste editie van de Champions League vrouwen. De titelhouder is het Turkse VakifBank Istanbul.

## Kwalificaties

### 2e ronde
- 12 teams doen mee in deze ronde
- Winnaars naar 3e ronde, verliezers naar laatste 16 CEV Women's Cup 2017-18.

| Team 1                    | Tot. | Team 2                    | 1e wedstr. | 2e wedstr.               |
| ------------------------- | ---- | ------------------------- | ---------- | ------------------------ |
| Hapoel Kfar Saba          | 0–6  | Developres SkyRes Rzeszów | 1–3        | 0–3                      |
| Linamar-Békéscsabai RSE   | 0–6  | Imoco Volley Conegliano   | 0–3        | 0–3                      |
| Minchanka Minsk           | 4–2  | Rocheville Le Cannet      | 3–2        | 3–2                      |
| Sliedrecht Sport          | 5–1  | Asterix Avo Beveren       | 3–2        | 3–1                      |
| Maritza Plovdiv           | 6-6  | LP Salo                   | 3–1        | 1-3 (15-12 na goldenset) |
| ŽOK Bimal-Jedinstvo Brčko | 0–6  | Nova KBM Branik Maribor   | 0–3        | 0–3                      |

### 3e ronde
- 8 teams doen mee in deze ronde
- Winnaars naar de groepsfase, verliezers naar laatste 16 CEV Women's Cup 2017-18.

| Team 1                  | Tot. | Team 2                    | 1e wedstr. | 2e wedstr.           |
| ----------------------- | ---- | ------------------------- | ---------- | -------------------- |
| Minchanka Minsk         | 0-6  | Vakıfbank Istanbul        | 0-3        | 0-3                  |
| Maritza Plovdiv         | 5-5  | Yenisei Krasnoyarsk       | 2-3        | 3-2 (15-11 goldenset |
| Nova KBM Branik Maribor | 2-6  | Developres SkyRes Rzeszów | 1-3        | 1-3                  |
| Sliedrecht Sport        | 0-6  | Imoco Volley Conegliano   | 0-3        | 0-3                  |

## Groepsfase
De loting voor de groepsfase vond plaats op 16 november 2017.
| Geplaatst voor de Laatste 6 |
| Gastland tijdens de final 4 |

### Groep A
|      |                           |    | Wedstrijden | Wedstrijden | Sets | Sets | Sets |
| Rank | Team                      | Pt | W           | L           | W    | L    |      |
| ---- | ------------------------- | -- | ----------- | ----------- | ---- | ---- | ---- |
| 1    | CSM Volei Alba Blaj       | 14 | 5           | 1           | 15   | 8    |      |
| 2    | Voléro Zürich             | 13 | 4           | 2           | 15   | 8    |      |
| 3    | Developres SkyRes Rzeszów | 6  | 2           | 4           | 8    | 14   |      |
| 4    | ASPTT Mulhouse            | 3  | 1           | 5           | 9    | 17   |      |

### Groep B
|      |      |    | Wedstrijden | Wedstrijden | Sets | Sets | Sets |
| Rank | Team | Pt | W           | L           | W    | L    |      |
| ---- | ---- | -- | ----------- | ----------- | ---- | ---- | ---- |
| 1    | B1   | 0  | 0           | 0           | 0    | 0    |      |
| 2    | B2   | 0  | 0           | 0           | 0    | 0    |      |
| 3    | B3   | 0  | 0           | 0           | 0    | 0    |      |
| 4    | B4   | 0  | 0           | 0           | 0    | 0    |      |

### Groep C
|      |      |    | Wedstrijden | Wedstrijden | Sets | Sets | Sets |
| Rank | Team | Pt | W           | L           | W    | L    |      |
| ---- | ---- | -- | ----------- | ----------- | ---- | ---- | ---- |
| 1    | C1   | 0  | 0           | 0           | 0    | 0    |      |
| 2    | C2   | 0  | 0           | 0           | 0    | 0    |      |
| 3    | C3   | 0  | 0           | 0           | 0    | 0    |      |
| 4    | C4   | 0  | 0           | 0           | 0    | 0    |      |

### Groep D
|      |      |    | Wedstrijden | Wedstrijden | Sets | Sets | Sets |
| Rank | Team | Pt | W           | L           | W    | L    |      |
| ---- | ---- | -- | ----------- | ----------- | ---- | ---- | ---- |
| 1    | D1   | 0  | 0           | 0           | 0    | 0    |      |
| 2    | D2   | 0  | 0           | 0           | 0    | 0    |      |
| 3    | D3   | 0  | 0           | 0           | 0    | 0    |      |
| 4    | D4   | 0  | 0           | 0           | 0    | 0    |      |

## Play-offs

### Laatste 6
| Team 1                  | Tot. | Team 2                 | 1e wedstr. | 2e wedstr. |
| ----------------------- | ---- | ---------------------- | ---------- | ---------- |
| Voléro Zürich           | 0–6  | VakifBank Istanbul     | 0–3        | 0–3        |
| Imoco Volley Conegliano | 4–2  | Dinamo Kazan           | 3–0        | 2–3        |
| Galatasaray SK Istanbul | 4–2  | Igor Gorgonzola Novara | 2–3        | 3–1        |

## Laatste 4
- Locatie: Sala Polivalentă, Boekarest, Roemenie[2]
- Speeldata: 5 en 6 mei 2018

### Halve finale
| Team 1                  | Res. | Team 2                  |
| ----------------------- | ---- | ----------------------- |
| CSM Volei Alba Blaj     | 3-1  | Galatasaray SK Istanbul |
| Imoco Volley Conegliano | 2-3  | VakifBank Istanbul      |

### Kleine finale
| Team 1                  | Res. | Team 2                  |
| ----------------------- | ---- | ----------------------- |
| Galatasaray SK Istanbul | 0-3  | Imoco Volley Conegliano |

### Finale
| Team 1              | Res. | Team 2             |
| ------------------- | ---- | ------------------ |
| CSM Volei Alba Blaj | 0–3  | VakifBank Istanbul |